# Кичаев, Игорь Михайлович
Игорь Михайлович Кичаев (род. 6 марта 1959) — советский хоккеист, защитник.
На юношеском уровне выступал за СКА Ленинград. В первенстве СССР дебютировал в сезоне 1977/78 второй лиги за ленинградский «Судостроитель». В сезоне 1979/80 провёл 16 матчей в чемпионате СССР за СКА и начал играть за фарм-клуб ВИФК (в сезоне 1982/83 — «Звезда» Оленегорск). В следующем сезоне играл в первой лиге за «Бинокор» Ташкент, после чего завершил карьеру.